# Francesca è mia
Francesca è mia és una pel·lícula italiana de 1986 dirigida per Roberto Russo, amb Monica Vitti i Corrado Pani.

## Argument
Francesca, una antiquària de mitjana edat, és abandonada pel seu marit i va a viure amb la seva millor amiga. Un vespre per casualitat, recull un noi ferit greument al carrer i el porta a l’hospital més proper. L’ajuda fins que la situació millori. Però un cop es recupera, el jove s'enamora d’ella. Comença a perseguir-la amb trucades telefòniques i visitar el seu apartament també autoritzant -se a entrar perquè pugui observar-la en secret (l’afició de Stefano, el noi, és l’astronomia). Els dos fan amor, però ella, immediatament penedida, intenta evitar el fesateig continu del noi del noi, encara està lligada al marit. El jove comença a perseguir -la, però no cedeix. Quan intenta persistir en deixar-lo, Stefano es torna boig, trenca la porta i la lliga a una cadira. Al final, la deixa i ella escapa. La segueix a l'estació de tren i, quan ella es nega desafiant-lo, la dispara.

## Repartiment
- Monica Vitti: Francesca
- Pierre Malet: Stefano
- Corrado Pani: marit de Francesca
- Manuela Gatti: Patrizia
- Luca Di Fulvio
- Gustavo Nasti
- Silvana Rebellato
- Lidia Ruggieri
- Francesco Striglioni

## Producció
La idea de la pel·lícula i el seu guió va ser proporcionada per la seva estrella, Monica Vitti, una de les actrius més prolífiques del cinema italià i l’actriu més associada a la primera producció de Michelangelo Antonioni. Francesca simbolitza no sols la necessitat de tendresa de la dona, sinó també la seva independència. És aquesta independència la que provoca l’obertura de la tragèdia, una interpretació decididament feminista de la història de Francesca da Rimini.